# Francesco Borromini
Francesco Borromini, nato Francesco Castelli  (Bissone, 27 settembre 1599 – Roma, 2 agosto 1667), è stato un architetto italiano originario dell'odierno Canton Ticino. Operante quasi esclusivamente a Roma, egli è tra i principali esponenti dell'architettura barocca.

## Biografia

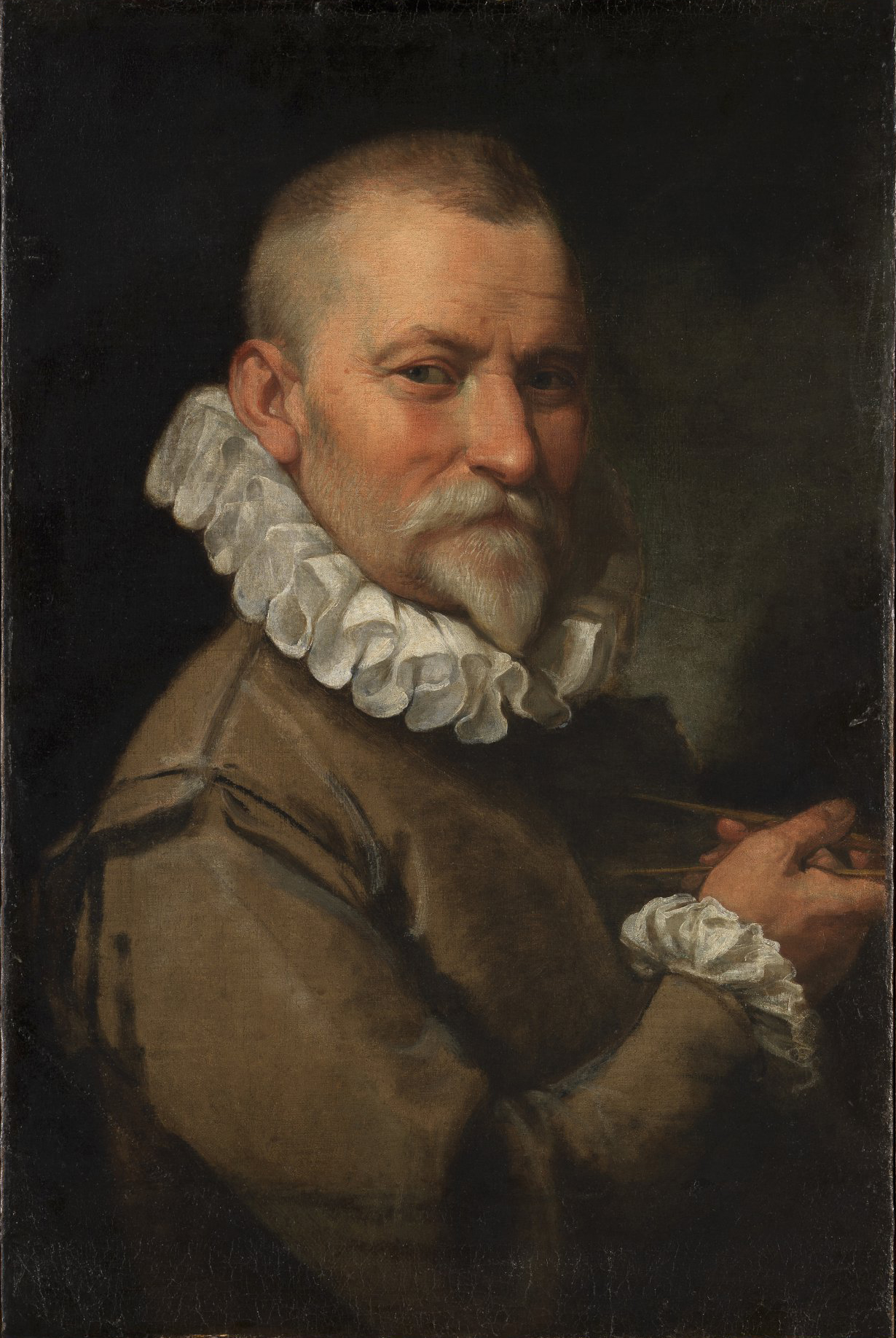
Il grande architetto Domenico Fontana, oltre a essere imparentato alla lontana con Anastasia Garvo (madre di Francesco), ebbe i natali nel villaggio dirimpettaio a Bissone, ove invece nacque Borromini

Francesco Castelli nacque il 27 settembre 1599 a Bissone, villaggio appartenente all'epoca al baliaggio di Lugano (uno dei cosiddetti baliaggi comuni ultramontani o italiani, paesi soggetti amministrati in maniera congiunta dai Cantoni sovrani della Vecchia Confederazione), situato nell'odierno Canton Ticino. Era il primogenito di quattro figli. Del padre, Giovanni Domenico, non si conosce molto, ma sappiamo che era un modesto architetto o capomastro al servizio dei Visconti a Milano; la madre, Anastasia Garove, proveniva invece da un'agiata famiglia impegnata nell'edilizia e imparentata alla lontana con Domenico Fontana, considerato in quel periodo il più prestigioso architetto del mondo occidentale.
Il cognome originario di Francesco, dunque, non era Borromini, bensì Castelli; avrebbe iniziato a firmarsi abitualmente come «Borromini» dal 1628, così da distinguersi dalle diverse maestranze edili romane che si chiamavano Castelli. «Borromini», in ogni caso, era un cognome che già apparteneva alla famiglia: Giovanni Pietro Brumino era lo sposo nelle seconde nozze di una nonna del futuro architetto, e lo stesso padre era spesso soprannominato «Brumino», forse in ragione del suo legame con la famiglia viscontea.
Il soprannome di Borromini potrebbe avere una diversa origine nel senso che fosse « [...] ispirato alla grande devozione che lui, lombardo, portò al più grande dei santi lombardi del suo tempo, Carlo Borromeo.»
Seguendo l'iter proprio delle maestranze lapicide provenienti dalla regione del lago di Lugano, Borromini a soli nove anni venne inviato dal padre a fare apprendistato a Milano, dove giunse nel 1608. Nella città ambrosiana il giovane Francesco apprese «l'arte di intagliatore in pietra», per usare le parole del biografo Filippo Baldinucci; fu in qualità di intagliatore di marmi, inoltre, che lavorò presso numerosi cantieri milanesi, fra cui quello colossale del duomo di Milano. Grazie al mestiere seppur umile di scalpellino Borromini ebbe modo di affinare la mano all'uso dello scalpello e maturare sicure capacità tecniche; l'esperienza alla Fabbrica del Duomo di Milano, inoltre, ebbe un'influenza duratura sulle future realizzazioni architettoniche del futuro architetto.

### L'arrivo a Roma e i primi lavori

#### Leone Garove
(Francesco Borromini)
Borromini, sentendosi ormai oppresso tra le maestranze milanesi, ben presto decise di recarsi a Roma, dove giunse alla maniera dei pellegrini; trovando asilo nei conventi, percorse l'intero tragitto a piedi facendo tappa a Ravenna, così da ammirare la basilica di San Vitale, e nella contrada toscana di Montesiepi, dove visitò l'abbazia di San Galgano.
Arrivato nell'Urbe nel 1619, Borromini fu ospite e collaboratore di un parente prossimo per via materna, Leone Garove, residente al vicolo dell'Agnello (l'odierno vicolo Orbitelli), presso la parrocchia di San Giovanni dei Fiorentini. Garove, già attivo come capomastro scalpellino a Milano, allora godeva in città di una distinta notorietà, accresciutasi in seguito alla parentela con l'illustre architetto Carlo Maderno, acquisita sposando nel 1610 la nipote Cecilia. L'apprendistato presso il Garove, tuttavia, fu di breve durata, allorché quest'ultimo morì accidentalmente il 12 agosto 1620, precipitando dalle impalcature della basilica di San Pietro. Di seguito è riportato il suo atto di morte, steso dalla parrocchia di San Giovanni dei Fiorentini:

#### La collaborazione con Maderno e Bernini

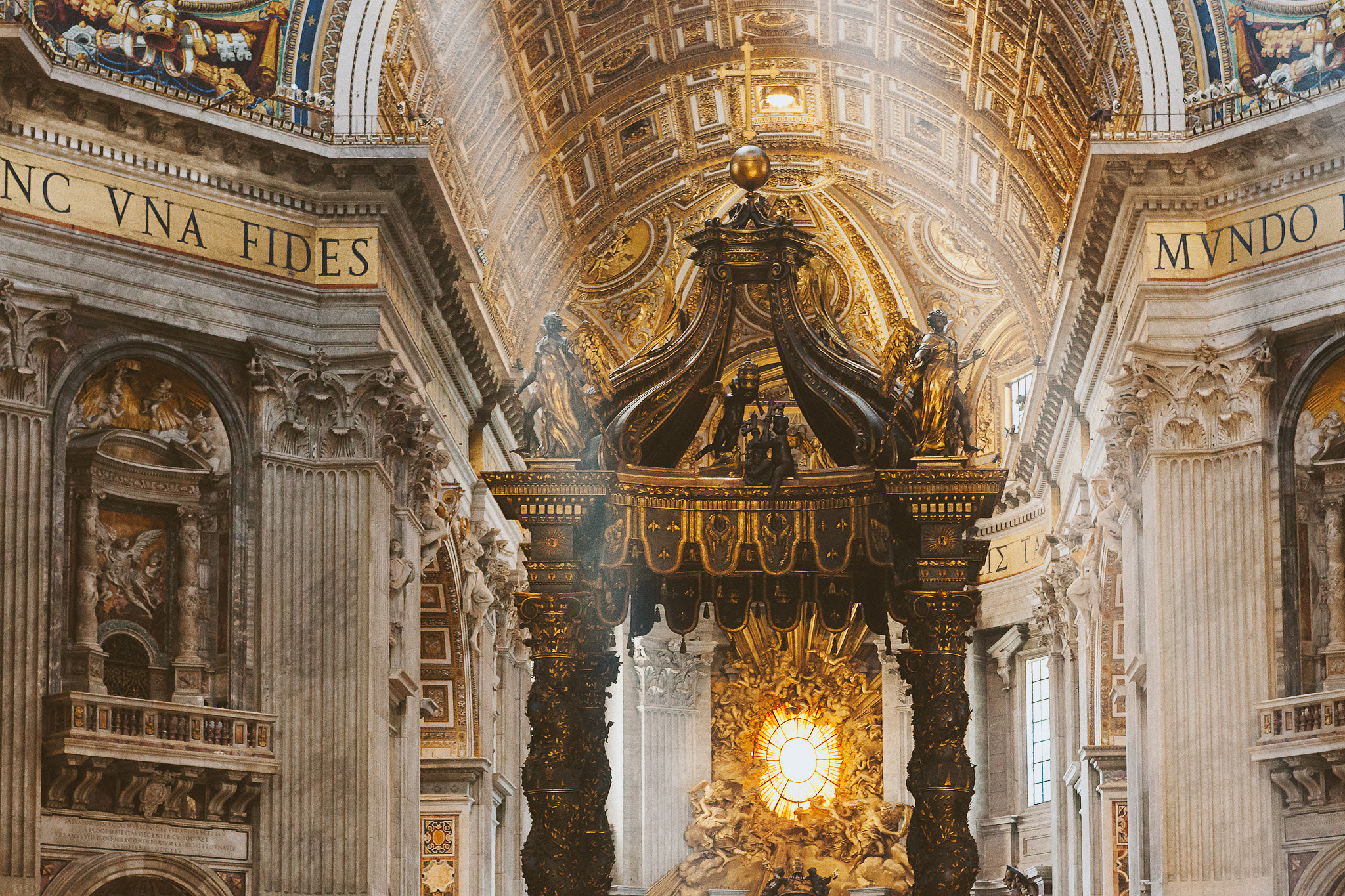
Baldacchino di San Pietro, particolare del coronamento disegnato da Borromini

Dopo aver terminato così bruscamente il suo primo tirocinio, Borromini iniziò a collaborare con Carlo Maderno, conosciuto proprio grazie all'intercessione del Garove. Il Maderno, uno dei maggiori architetti nella Roma di Paolo V Borghese, non poté fare a meno di ammirare l'instancabilità di questo giovane bissonese (conterraneo nonché lontano parente) e la padronanza tecnica con la quale realizzava i suoi disegni architettonici. Fu presso la residenza di Maderno, infatti, che Borromini istituì insieme ad altri due capomastri scalpellini provenienti dalla diocesi di Como una società di arte del marmo, rilevando per 155 franchi i beni dello zio appena defunto. Non rimane alcuna documentazione di una qualsivoglia attività di questa società, ma sappiamo che fu di vitale importanza per il Borromini, che da «maestro» divenne in questo modo «capomastro».
Tra i diversi episodi della fase maderniana, in ogni caso, si ricordano il cantiere di Sant'Andrea della Valle, la fabbrica di palazzo Barberini, dove lavorò anche al fianco di Gian Lorenzo Bernini, artista di un solo anno più anziano ma già celebre; qui Borromini realizzò lo scalone elicoidale, le porte del salone e alcune finestre.
Alla morte del Maderno, nel 1629, Borromini proseguì la propria carriera da architetto al fianco del Bernini, che nel frattempo aveva assunto la direzione della fabbrica di San Pietro in Vaticano. L'iniziale concordia tra Bernini e Borromini mutò in un rapporto estremamente difficile e conflittuale; l'accesa rivalità tra i due, spesso sfociata nella leggenda, era dovuta da una parte alle notevoli divergenze caratteriali, e dall'altra al ruolo prioritario assunto dal Bernini, anche sotto il profilo retributivo.
Dal punto di vista artistico, tuttavia, la collaborazione con Bernini fu assai fruttuosa: da questo sodalizio nacque infatti il baldacchino di San Pietro, dove la partecipazione borrominiana è evidente nel coronamento dell'aereo ciborio con volute a dorso di delfino.

### Il successo

#### San Carlo alle Quattro Fontane

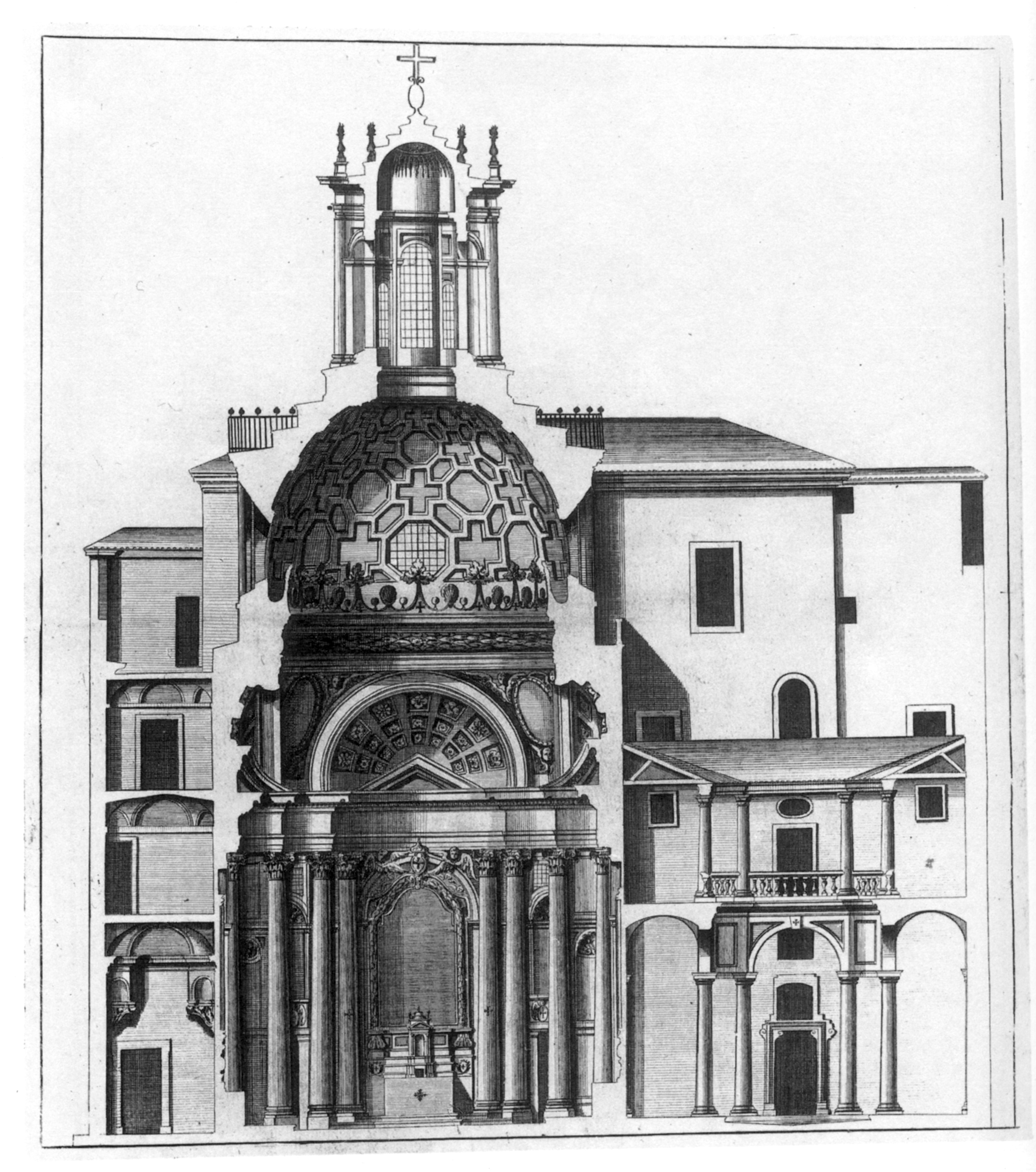
Sezione della chiesa di San Carlo alle Quattro Fontane

Su proposta del Bernini, che forse con quest'atto di benevolenza intendeva sbarazzarsi del suo assistente, il 25 settembre 1632 Borromini ottenne la nomina con breve papale presso lo Studium Urbis, diventando finalmente architetto alla Sapienza:
Nella nuova veste di architetto (e non più da capomastro) Borromini poté finalmente consacrare la propria affermazione professionale, libero dai vincoli di dipendenza degli esordi; fu nel 1634, infatti, che ottenne per la prima volta un incarico indipendente, quando i trinitari scalzi spagnoli gli affidarono la progettazione della chiesa di San Carlo alle Quattro Fontane e dell'annesso convento.
Borromini fu attivo nel cantiere di San Carlino dal 1634 al 1641. In quest'opera prima - definizione che usò egli stesso - egli ebbe l'opportunità di esprimere la propria personalità artistica, esternandola in peculiarità che si sarebbero poi riflesse in tutte le sue future opere architettoniche. Di quest'ultime, si segnalano l'impiego del colore bianco, che infonde un'intima sensazione di raccoglimento (la «bianchezza sommamente grata a Dio» di Palladio), e l'adozione di uno spiccato dinamismo architettonico.

Nel frattempo - a lato dei numerosi progetti minori, quali la decorazione della cappella della Trinità nella chiesa di Santa Lucia in Selci (1638-39), e  l'altare Filomarino per la cappella dell'Annunziata nella chiesa dei SS. Apostoli a Napoli, nel 1637 vince il concorso per l'oratorio dei filippini, da erigere a lato della chiesa di S. Maria in Vallicella, comprendente oltre all'Oratorio la Biblioteca Vallicelliana e un vasto complesso, raccolto intorno a tre cortili. Borromini eseguì negli anni trenta anche una galleria di colonne a palazzo Spada che, con particolari accorgimenti prospettici, simula una profondità assai superiore a quella reale, anticipando la Scala Regia berniniana.

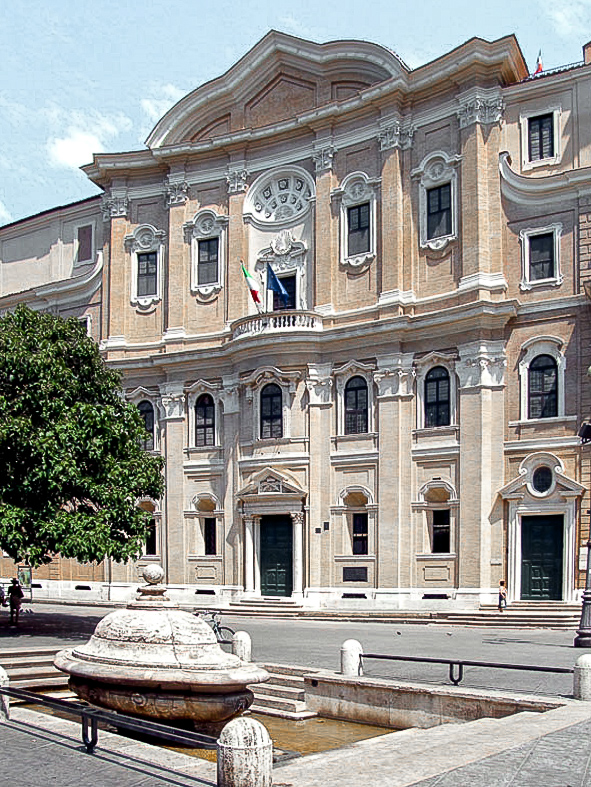
Oratorio dei Filippini
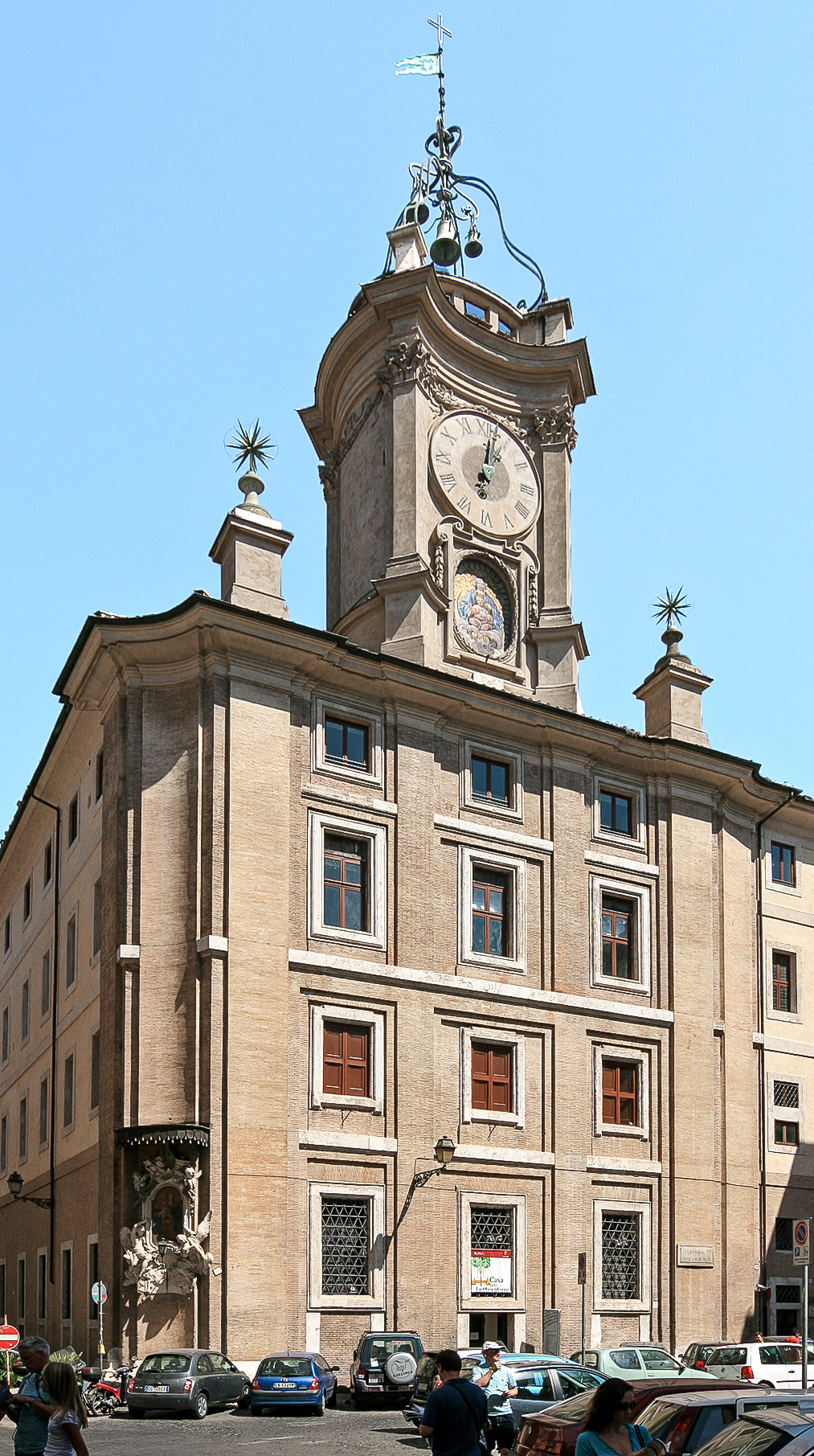
Torre dell'Orologio dei Filippini
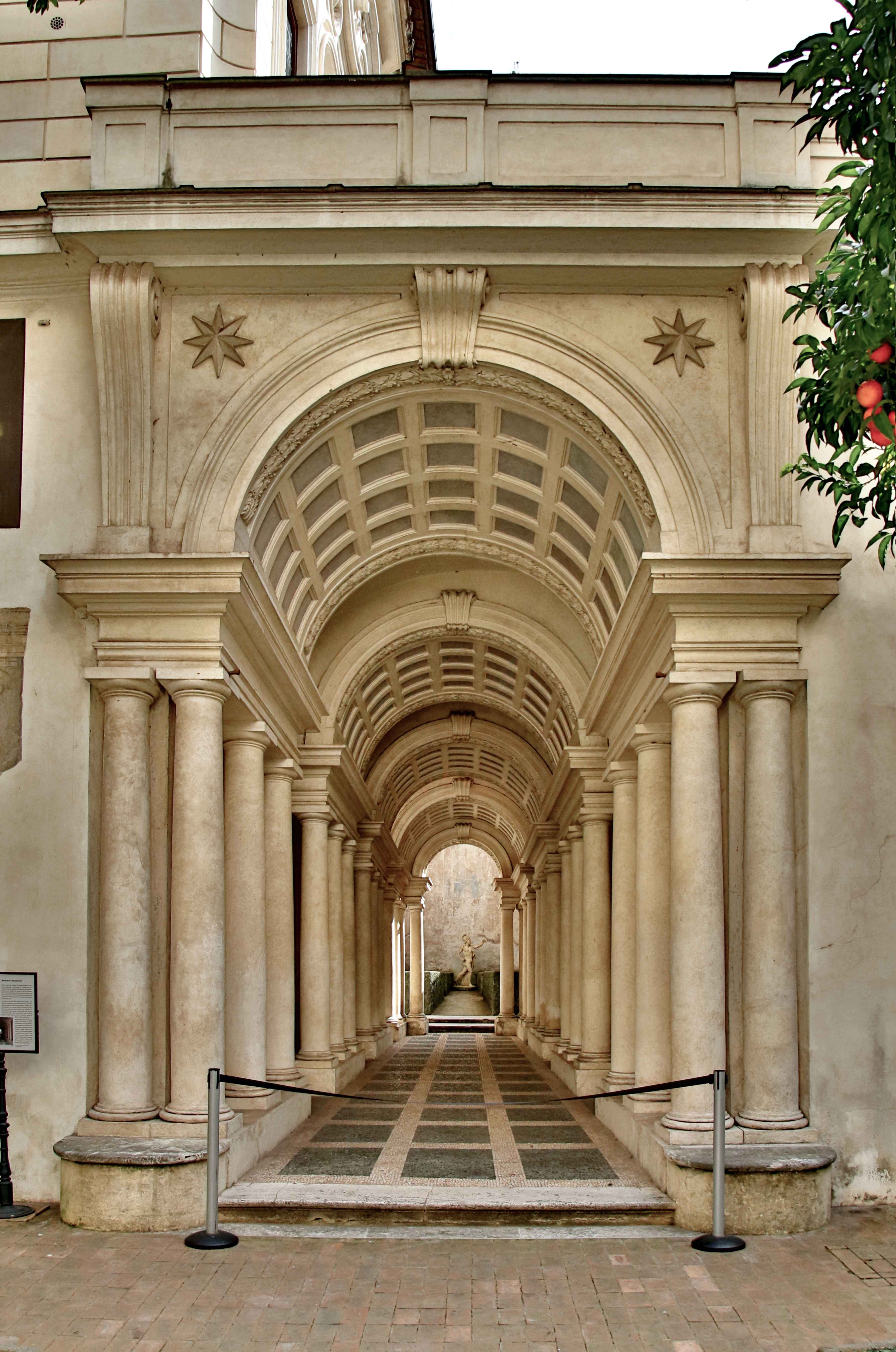
Galleria Spada
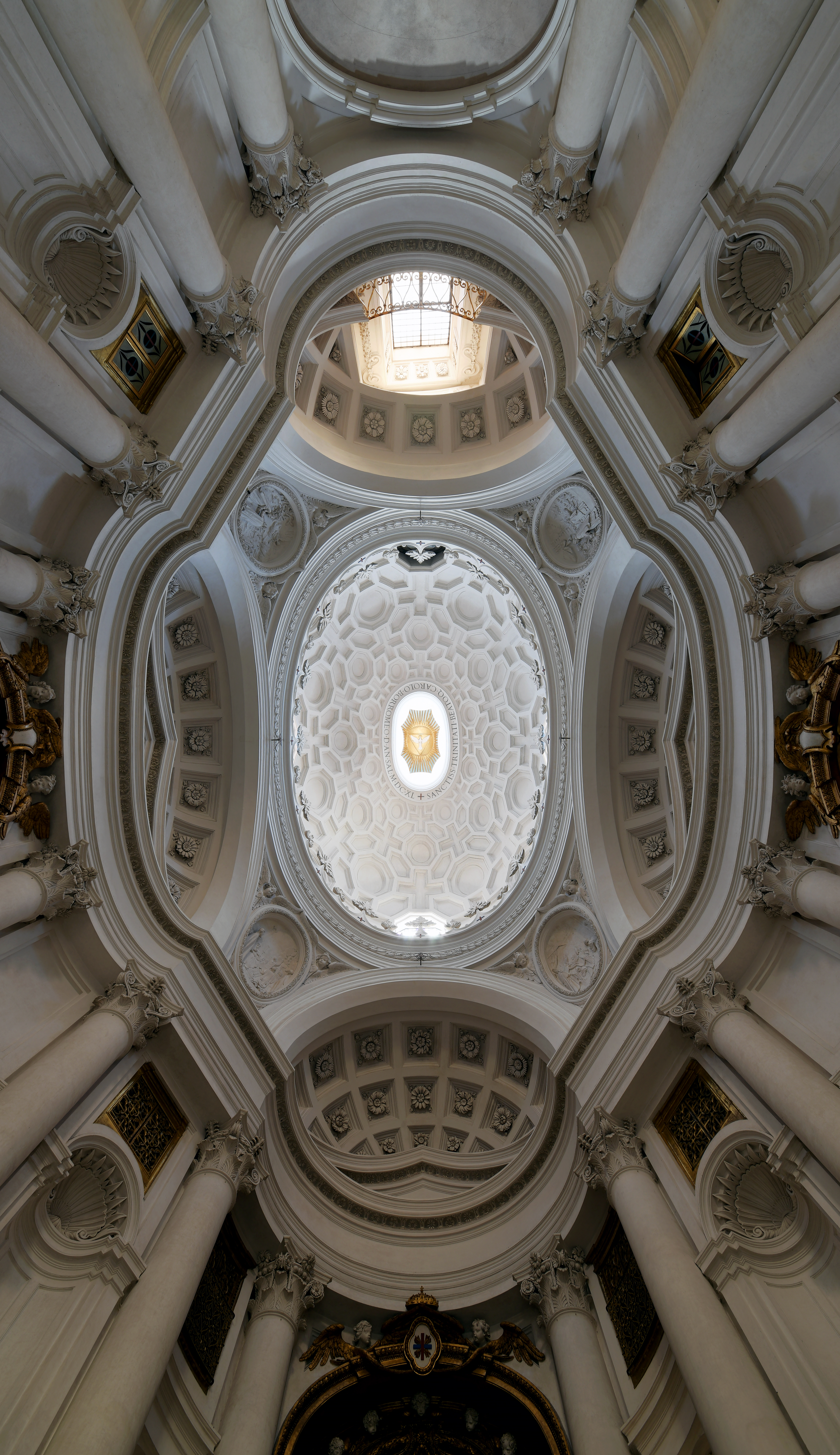
Cupola di San Carlo alle Quattro Fontane

#### Sant'Ivo alla Sapienza
Nel 1642, sotto il pontificato di Urbano VIII, Borromini diresse la costruzione della chiesa di Sant'Ivo alla Sapienza, universalmente riconosciuta come la sua opus magna. Qui egli, dovendo fare i conti con dei forti vincoli fisici dovuti al cortile porticato rettangolare preesistente, si ritrovò a lavorare in uno spazio di dimensioni ridottissime. Non volendo adottare metodi di progettazione tradizionali, Borromini qui si diede a intrepide sperimentazioni, dando vita a un disegno in forma esagonale con cellette disposte in forma d'alveare; questa «pianta stellare» forse intende essere un rinvio all'ape barberina, simbolo di Urbano VIII. L'audacia borrominiana si palesa ancora di più nella cupola ripartita in spicchi, che si conclude con un'originalissima lanterna a spirale. L'adozione della struttura a spirale, oltre a nascondere significati biblici e sapienziali, conferisce alla struttura una strutturale e dinamica, e accelera lo slancio verticale della cupola.
Su commissione di Camilla Virginia Savelli Farnese, duchessa di Latera, fondatrice delle oblate agostiniane, progetta alle pendici del Gianicolo il convento e la Chiesa di Santa Maria dei Sette Dolori, iniziata nel 1643, ma abbandonata nel 1646 e proseguita poi da altri negli anni 1658-65, con richiami alla villa Adriana di Tivoli, specie nell'atrio.

#### Innocenzo X
In seguito alla morte di Urbano VIII i Barberini caddero in disgrazia e il soglio pontificio fu occupato da Innocenzo X, al secolo Giovanni Battista Pamphilj. Il nuovo pontefice intendeva epurare Roma dal potere ancora molto vivo dei Barberini, anche sotto il profilo artistico; fu per questo motivo che egli decise di favorire il Borromini, a scapito del Bernini che sotto i primi anni del suo pontificato conobbe un notevole calo di commesse, anche per via dello scandalo dei campanili di San Pietro.
Per Borromini, questi furono anni percorsi da un fervore artistico che non conobbe soste. Tra le diverse committenze papali di questo periodo, Borromini progettò un casino per la villa Pamphilj di San Pancrazio, una nuova fronte per palazzo Pamphilj e una fontana a piazza Navona. Nessuno di questi progetti fu in seguito realizzato, al modesto progetto di Borromini fu preferito il progetto della celebre Fontana dei Quattro Fiumi di Bernini, mentre il prospetto di Palazzo Pamphilj fu poi realizzato dal Rainaldi in forme più contenute, pur riprendendo alcune idee di Borromini. La realizzazione che impegnò maggiormente l'architetto in questi anni fu il colossale progetto di rifacimento della vetusta basilica di San Giovanni in Laterano, che versava in precarie condizioni di conservazione e che si intendeva riportare agli antichi fasti in occasione dell'anno giubilare 1650. Dal 1646 per tutto il ventennio successivo, inoltre, Borromini intervenne in palazzo di Propaganda Fide: qui demolì le preesistenze berniniane e vi eresse la Cappella dei Re Magi, oltre a creare una facciata considerata una dei massimi lavori borrominiani e barocchi presenti a Roma.

Nel 1652 Borromini subentrò come architetto dell'erigenda chiesa di Sant'Agnese in Agone, chiesa gentilizia annessa a Palazzo Pamphilj, sino ad allora posta sotto la direzione di Girolamo e Carlo Rainaldi. Borromini progettò la soppressione del vestibolo originariamente previsto, e in questo modo ricavò una facciata concava, così da dare maggiore slancio a una cupola che, al posto di essere statica (così come contemplato dai Rainaldi), era fortemente verticalizzata.

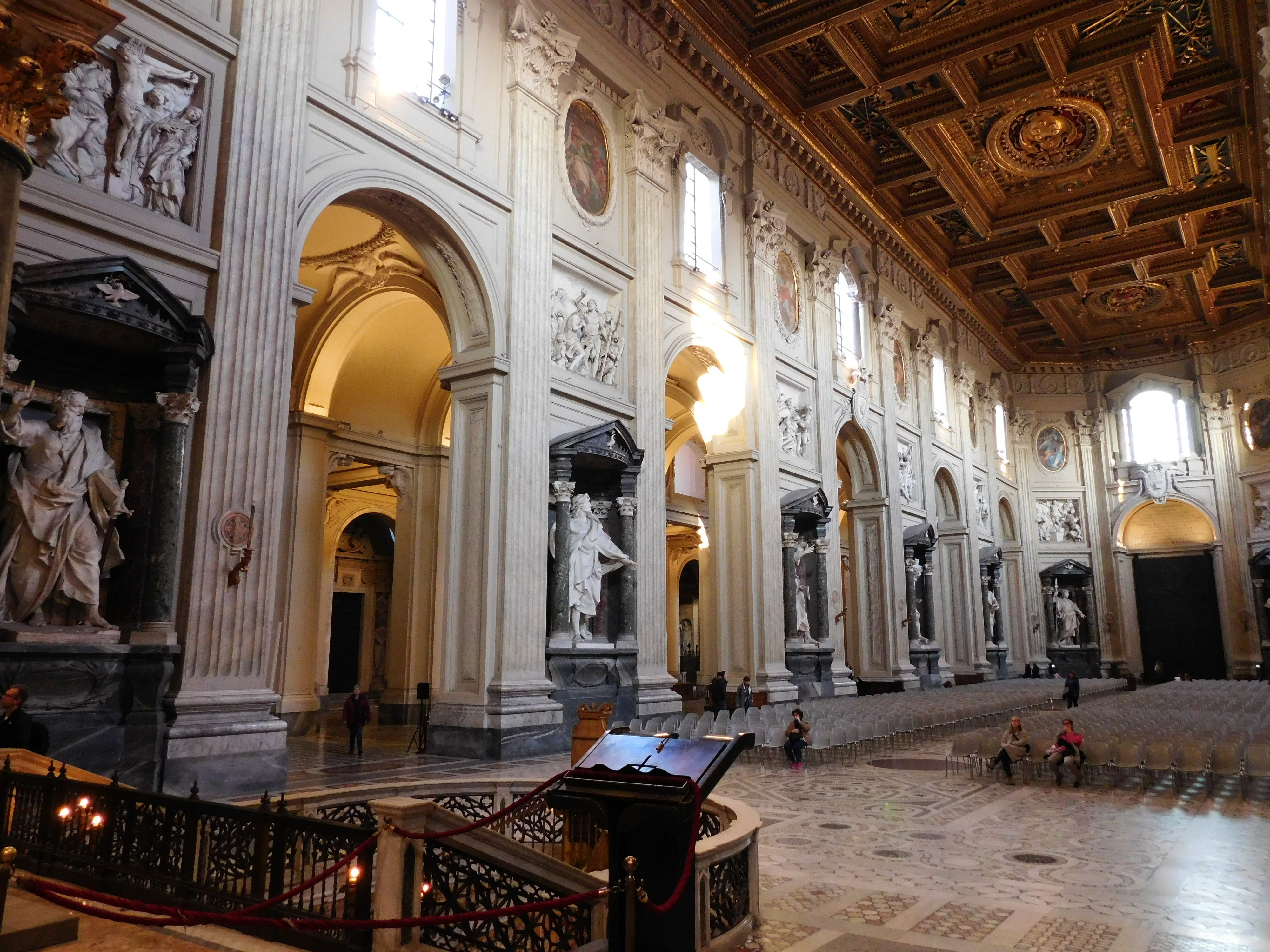
Interno della  basilica di San Giovanni in Laterano
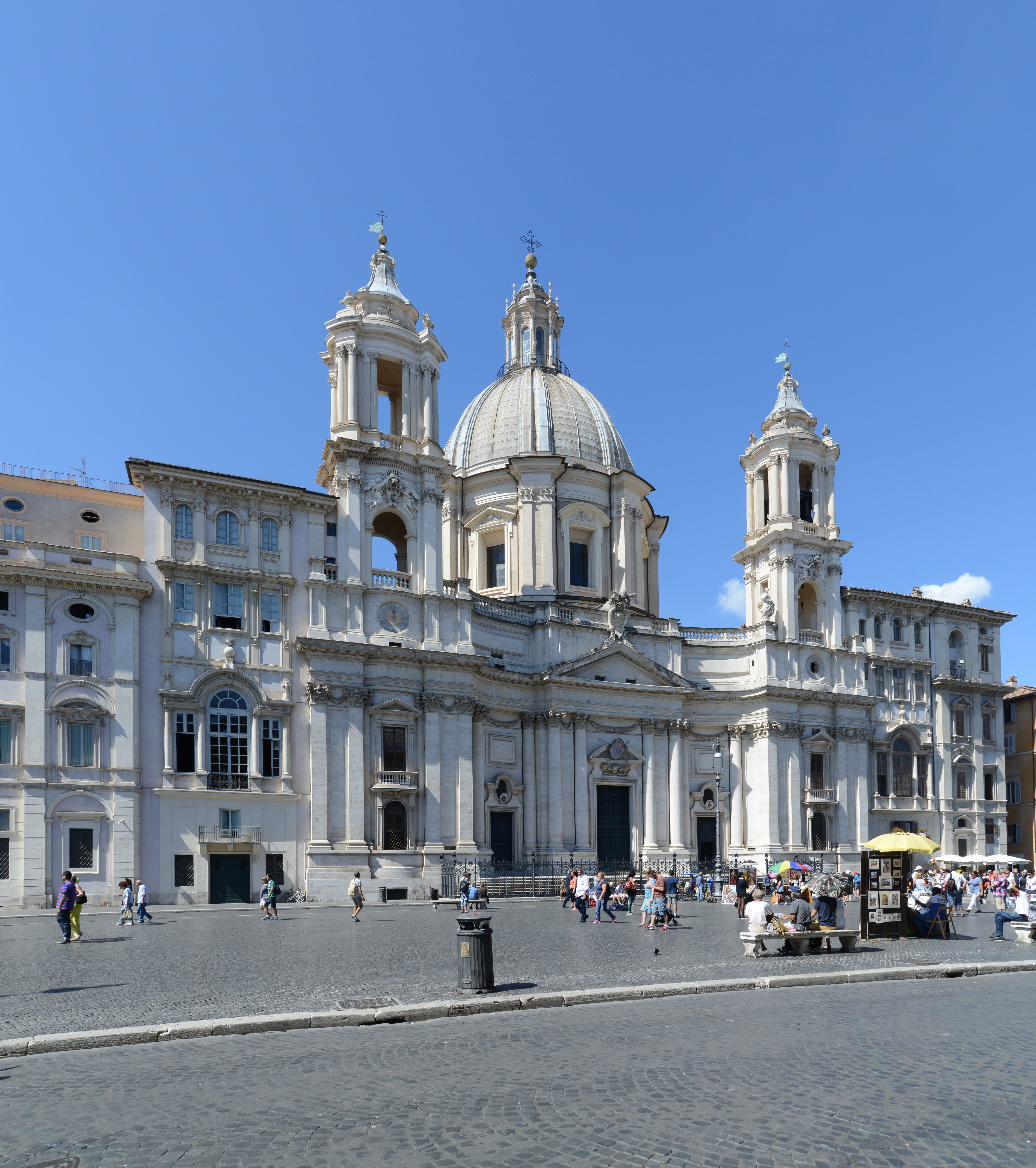
Sant'Agnese in Agone
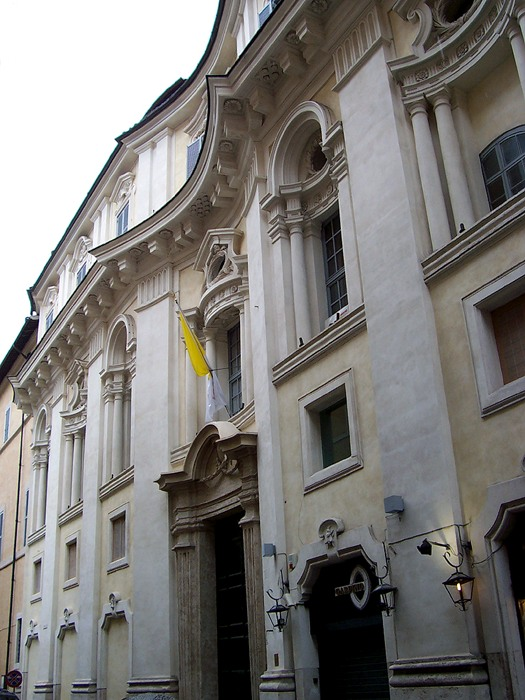
Palazzo di Propaganda Fide

### L'isolamento professionale e la morte

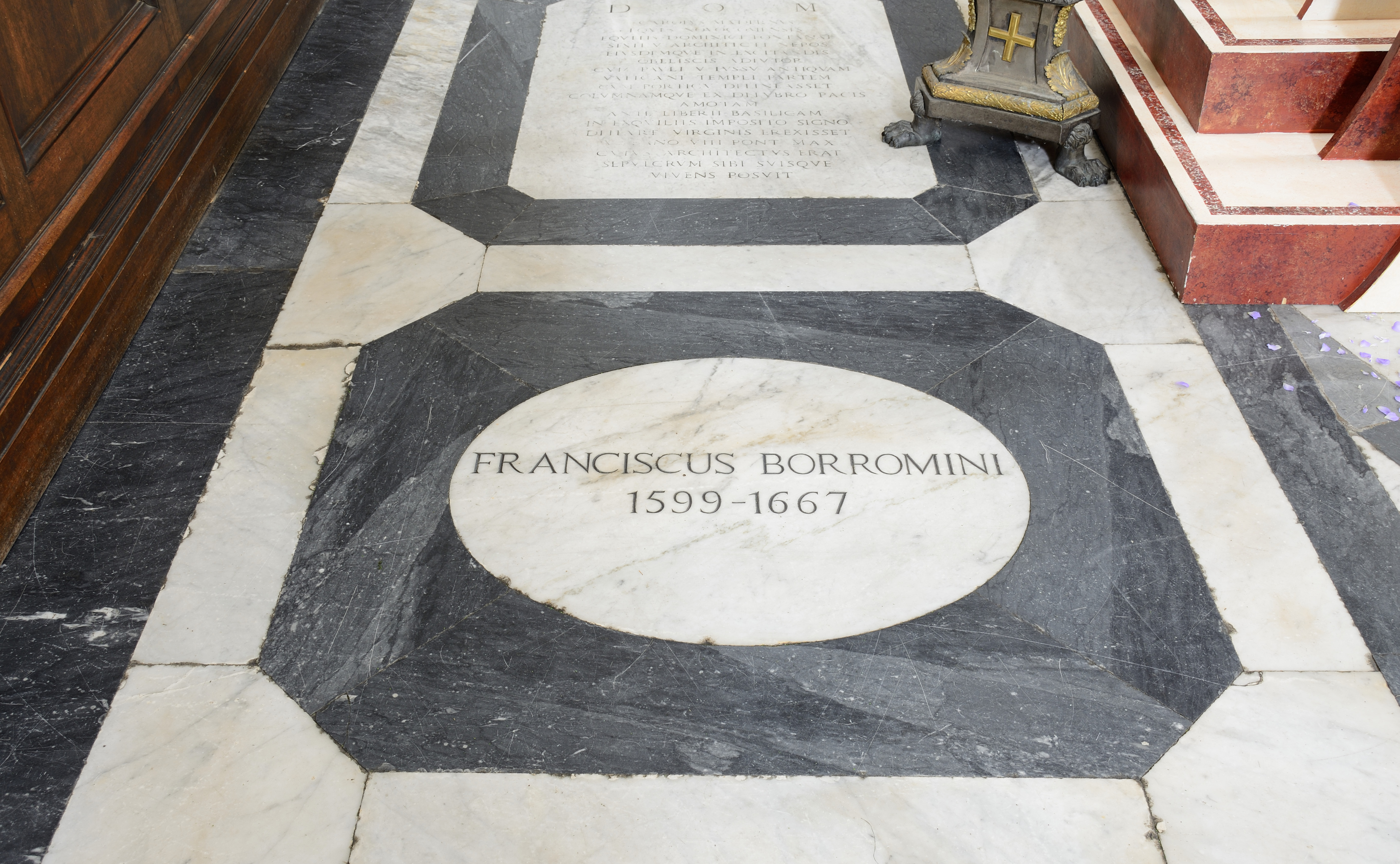
Tomba del Borromini in San Giovanni dei Fiorentini, a Roma

La salita al trono di papa Alessandro VII, nel 1655, segnò il tramonto professionale di Borromini, che cadde inesorabilmente in una profonda crisi psicologica, inaspritasi alla luce della nuova ascesa di Bernini che ritornò a essere l'architetto preferito dalla corte papale.
Borromini concluse tragicamente i propri giorni. Nell'estate del 1667 la sua salute, già travagliata da feroci disturbi nervosi e depressivi, si aggravò a causa di ripetute febbri e di un'insonnia cronica. La sera del 1º agosto, secondo la testimonianza del diarista Cartari Febei, fu tuttavia ancora più stravagante e lacrimevole, in quanto l'architetto, che era «caduto da alcuni giorni in pieno umore ipocondriaco, con una spada, appoggiata col pomo in terra e con la punta verso il proprio corpo si ammazzò». In altre parole Borromini, quando il servo non obbedì al suo ordine di accendere un lume per scrivere, fu colto da uno spropositato attacco d'ira e si trafisse letalmente con una spada.
La morte non fu immediata, bensì sopraggiunse «alle ore dieci dell'alba»; in questo modo, Borromini ebbe il tempo di spiegare le ragioni del folle gesto, dettare le proprie disposizioni testamentarie, e ordinare di essere sepolto nello stesso sepolcro dell'amato Carlo Maderno, nella chiesa di San Giovanni dei Fiorentini.

## Stile

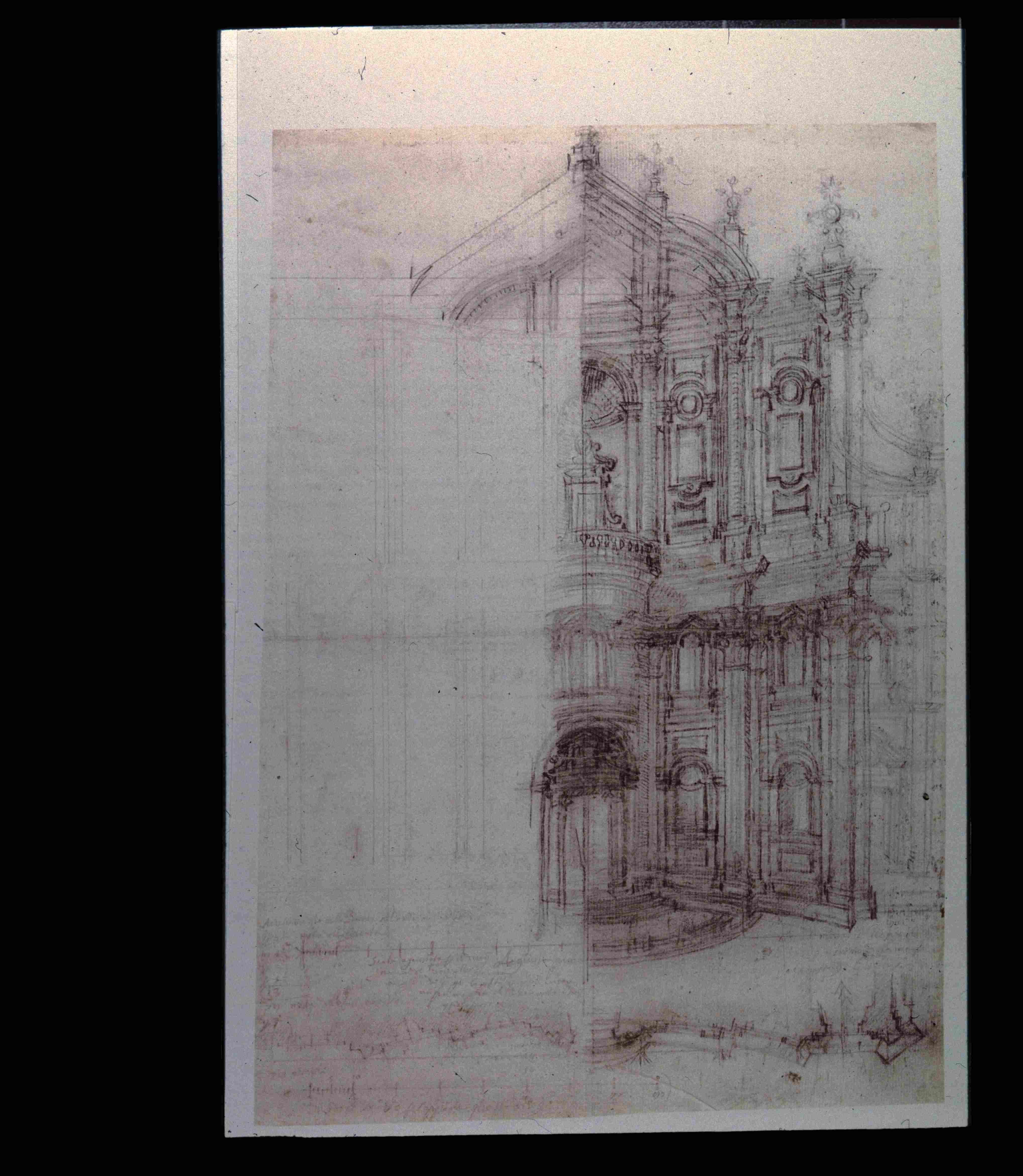
Francesco Borromini, Facciata dell'oratorio dei Filippini (1660 circa)

La concezione architettonica di Francesco Borromini rappresenta una netta antitesi della poetica universalistica dell'avversario Bernini. Borromini possedeva esclusivamente la tecnica architettonica, al contrario di Bernini che eccelleva in molteplici campi dell'arte, dalla scultura all'urbanistica; analogamente, Bernini era sicuro del prestigio proprio e delle sue opere, mentre Borromini tracciò disegni inquieti, febbrili, quasi insoddisfatti. Di seguito si riporta un'osservazione dello storico d'arte Giulio Carlo Argan:
In ogni caso, i dati stilistici fondamentali dello stile di Francesco Borromini sono l'impiego di materiali poveri, la preferenza per i ritmi impostati sulla curva, il gusto del piccolo contrapposto al grande e la meticolosa cura dei dettagli.

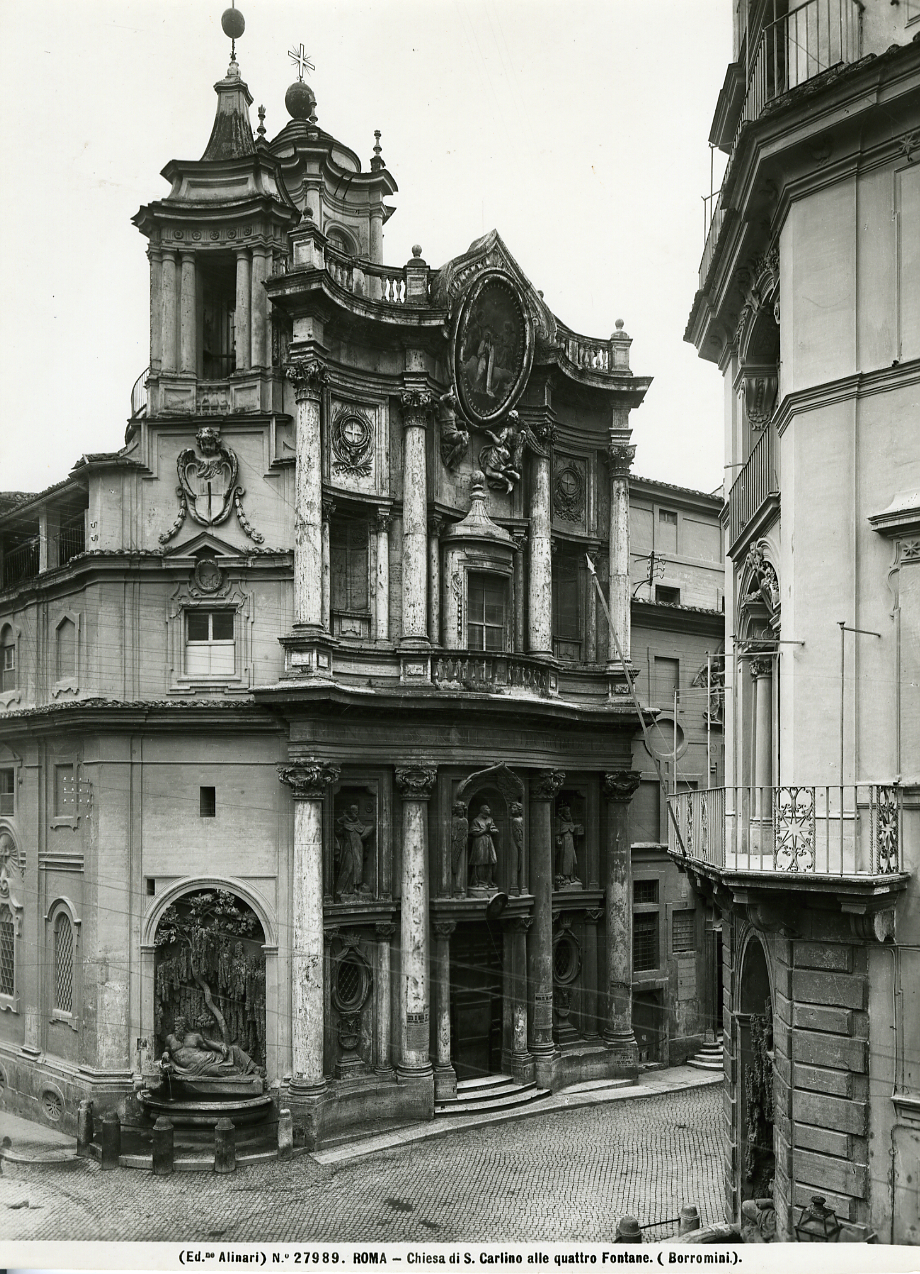
La facciata della chiesa di San Carlo alle Quattro Fontane

Borromini nelle sue opere evitava i materiali nobili, assai apprezzati invece dal Bernini, che ne sfruttava le qualità tattili, visive e cromatiche; al marmo e al bronzo, infatti, egli preferiva le murature in mattoni, l'intonaco bianco, le decorazioni a stucco. Borromini, insomma, impiegava materiali poveri ma miti, in quanto non dotati di un pregio intrinseco bensì nobilitati dalla perizia tecnica dell'architetto. Il valore delle architetture borrominiane, in questo modo, si palesa non tanto nell'utilizzo di materiali di lusso, bensì nell'ingegnosità delle soluzioni strutturali e formali; è così che il suo stile si carica di connotati raffinati e intellettualistici, idonei non alla fruizione di grandi masse di fedeli, bensì ad un pubblico ristretto e colto. Fu per questo motivo, e anche per la sua indole sobria e moderata, che Borromini fu assai ricercato dalle confraternite e degli ordini monastici, contrapponendosi al Bernini che era invece l'artista prediletto dalla corte pontificia.
Nelle sue realizzazioni, inoltre, Borromini si mostrò assai sensibile al ritmo fluttuante e plastico delle pareti ondulate, movimentate da una successione ritmica di linee concave e convesse, in un gioco di rientranze e sporgenze. In questo modo si viene a creare un perimetro serpeggiante e irregolare, grazie al quale «l'occhio dello spettatore non afferra un misurato equilibrio di masse, un'ampia distribuzione di spazi articolati, ma segue la nervosa indicazione di moto delle strutture» (Argan); si trattò, questa, anche di un'esigenza nata come conseguenza degli spazi piccoli e minimi ove spesso si trovò a operare il Borromini. Da ciò nacque la sua insofferenza al gusto barocco e berniniano, che per suggerire una sensazione di capienza ed espansione dava l'esempio d'un'architettura concepita plasticamente per grandi masse di luce e di ombra. Borromini, al contrario, ricercava costantemente la massima contrazione spaziale, evitando i volumi e le masse murarie, esasperando il valore delle linee, introducendo motivi ornamentali inediti (quali volute, cartocci, arabeschi), complicando il tracciato delle piante e ponendo particolare attenzione nei dettagli dell'apparato decorativo.
Tra le altre peculiarità della concezione borrominiana dell'architettura, infine, si segnalano l'audacia dei suoi espedienti costruttivi (quali, ad esempio, la lanterna a spirale di Sant'Ivo alla Sapienza) e l'adozione di piante assolutamente innovative ottenute mediante l'intreccio di più unità geometriche: sempre per Sant'Ivo, ad esempio, Borromini scelse un'insolita pianta esagonale, determinata dall'intersezione di due triangoli equilateri.

## L'uomoBorromini
Filippo Baldinucci, il suo biografo, attesta che Francesco Borromini era un «uomo di grande e bello aspetto, di grosse e robuste membra, di forte animo e d'alti e nobili concetti. Fu sobrio nel cibarsi e visse castamente. Stimò molto l'arte sua, per amor della quale non perdonò a fatica». Custodiva i propri lavori con scrupoloso riguardo, sicché «non fu mai possibile il farlo disegnare a concorrenza di alcun altro artefice. Diceva che i disegni erano i suoi propri figliuoli e non voler che eglino andasser mendicando la lode per lo mondo, con pericolo di non averla, come talora vedeva a quei degli altri addivenire». Era talmente geloso delle proprie opere che, prima di morire, consegnò tutti i suoi disegni alle fiamme, in modo che i suoi nemici non potessero appropriarsene indebitamente.
Borromini, in ogni caso, denunciò un carattere inquieto, schivo, quasi ombroso: per tutta la sua carriera fu infestato dall'ombra del Bernini, che si attenuò solamente con l'avvento al pontificato di Innocenzo X, quando il suo competitore subì un'eclissi. Nel corso della sua esistenza Borromini ebbe numerosi amici e consiglieri, tra i quali l'aristocratico emiliano Virgilio Spada, il papa Innocenzo X (del quale godette la protezione) e il secondo marchese di Castelo Rodrigo Manuel de Moura Corte Real, al quale dedicò il suo libro Opus architectonicum; tuttavia, nei confronti dei più egli manifestò un animo «schivo e scontroso, trincerato nel chiuso di una bruciante interiorità» (Treccani). Sempre Baldinucci ci fornisce un ritratto caratteriale assai dettagliato del Borromini:
(Filippo Baldinucci)

## Le opere
| Di seguito si riportano le opere o gli interventi del Borromini: - Interventi nella chiesa di Sant'Andrea della Valle (1621-1623); - Interventi in palazzo Barberini (1625-1632); - Cappella del Sacramento in San Paolo fuori le Mura (1629); - Ultimazione del baldacchino di San Pietro (1631-1633); - Galleria prospettica di palazzo Spada (1653); - Chiesa di San Carlo alle Quattro Fontane (1634-1641); - Oratorio dei Filippini adiacente a Santa Maria in Vallicella (1637-1650); - Decorazione della cappella della Trinità nella chiesa delle monache agostiniane di Santa Lucia in Selci (1638-1639); - Altare della cappella dei Filomarino, Chiesa dei Santi Apostoli a Napoli (1639); - Chiesa di Sant'Ivo alla Sapienza (1643-1662); - Rinnovamento della basilica di San Giovanni in Laterano (1646): - Vestibolo e scalone a palazzo di Spagna (1645-1648); - Palazzo di Propaganda Fide (1646); - Interventi in palazzo Giustiniani (1650-1652); - Mensa dell'altare maggiore e il ciborio della chiesa di San Paolo a Bologna (tra il 1650 e il 1657); - Ampliamenti nel convento annesso alla chiesa di Sant'Agostino (1659-1662); - Cappella Spada in San Girolamo della Carità (1660 circa); - Chiesa di Sant’Agnese in Agone | Mappa del centro storico di Roma con localizzazione delle opere principali |

## Dediche

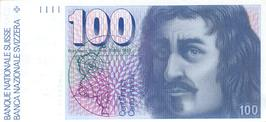
Borromini sulla sesta serie della banconota di 100 franchi.

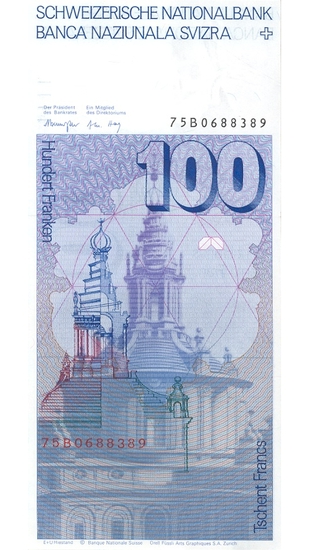
Il verso della banconota da 100 franchi svizzeri oggi fuori corso, che mostra la cupola di Sant'Ivo alla Sapienza a Roma.

- Francesco Borromini è stato raffigurato sul recto della sesta serie di banconote da 100 franchi svizzeri, in circolazione dal 1976 fino al 2000.[23] Questa decisione all'epoca causò delle polemiche in Svizzera, iniziate dallo storico dell'arte svizzero italiano Piero Bianconi. Secondo lui, poiché nel XVII secolo i territori che nel 1803 divennero il Canton Ticino erano possedimenti italiani di alcuni cantoni svizzeri (Condomini dei Dodici Cantoni), Borromini non poteva essere definito né ticinese né svizzero.[24][25] L'architetto era presente anche sulla settima serie, che era un'emissione di riserva e non fu mai messa in circolazione. Il verso di entrambe le serie mostra dettagli architettonici di alcune delle sue opere principali.
- Borromini è il soggetto del film La Sapienza di Eugène Green uscito nel 2015.